# Bahnstrecke Lindfors–Blombacka
| Akkulokomotive der Blombackabahn |                     |                             |                             |
| Streckenlänge: | 2,7 km              |                             |                             |
| Spurweite: | 600 mm (Schmalspur) |                             |                             |
| |                     |                             |                             |
| \| \| \| Bergslagsbanan von Nykroppa \| \| \| \| \| Torfbahn Åstorpsmossen \| \| \| \| 0,0 \| Lindfors \| Lindfors \| \| \| \| Bahnstrecke Lindfors–Bosjön \| \| \| \| \| Bergslagsbanan nach Kil \| \| \| \| 2,7 \| Blombacka \| Blombacka \| |                     |                             |                             |
| |                     | Bergslagsbanan von Nykroppa |                             |
| Strecke · Strecke von links (außer Betrieb) |                     | Torfbahn Åstorpsmossen      | Torfbahn Åstorpsmossen      |
| Betriebs-/Güterbahnhof Streckenanfang · ehemaliger Bahnhof · Betriebs-/Güterbahnhof Streckenende · Betriebs-/Güterbahnhof Streckenanfang | 0,0                 | Lindfors                    | Lindfors                    |
| Strecke nach rechts (außer Betrieb) · Strecke · Strecke (außer Betrieb) |                     | Bahnstrecke Lindfors–Bosjön | Bahnstrecke Lindfors–Bosjön |
| Strecke nach rechts · Strecke |                     | Bergslagsbanan nach Kil     | Bergslagsbanan nach Kil     |
| Betriebs-/Güterbahnhof Streckenende (Strecke außer Betrieb) | 2,7                 | Blombacka                   | Blombacka                   |

Die Bahnstrecke Lindfors–Blombacka war eine Schmalspurbahn mit der Spurweite 600 mm im östlichen Värmland. Sie verband die beiden schwedischen Orte Lindfors und Blombacka.

## Geschichte
In Blombacka gab es Mitte des 19. Jahrhunderts unter anderem eine Färberei, eine Papierfabrik, eine Mühle und eine Zündholzfabrik. Im Jahr 1882 wurde die Blombacka AB zur Herstellung von Eisendraht, Stahlseilen und Nägel gegründet, der Uddeholms-Konzern kaufte dieses Unternehmen 1930 und die Produktion wurde modernisiert. Der Betrieb wurde 1990 eingestellt. In einem Gebäude befindet sich ein Hotel. Der Ort gilt als eines der am stärksten verschmutzten Gebiete Värmlands.

## Strecke und Bahnhof Lindfors
Die 2,7 km lange Strecke mit einer Spurweite von 600 mm zwischen dem Werk und dem Bahnhof Lindfors wurde 1915 fertiggestellt. Die Strecke begann auf der Südseite des Bahnhofes. 1954 wurde sie eingestellt. Der Bahndamm ist noch erkennbar.
Die einzige Lokomotive auf der Strecke war eine Akkumulatorlokomotive, die von der Allmänna Svenska Elektriska Aktiebolaget (ASEA) im Jahr 1914 gebaut wurde. Diese wurde nach der Stilllegung der Strecke an verschiedenen Orten aufbewahrt und befindet sich seit 1994 im Lokalgeschichtsmuseum von Nyed in Molkom.
Der Bahnhof Lindfors war ein Knotenpunkt zwischen der Bergslagsbana und drei Wald- bzw. Industriebahnen mit einer Spurweite von 600 mm. Dies waren die Torfbahn Åstorpsmossen, die Bahnstrecke Lindfors–Blombacka und die Bahnstrecke Lindfors–Bosjön. Obwohl alle am Bahnhof Lindfors begannen, waren sie nicht miteinander verbunden.